# Новая Ивановка (Лозовский район)
Новая Ивановка (укр. Нова Іванівка, село, 
Новоивановский сельский совет,
Лозовский район,
Харьковская область.
Код КОАТУУ — 6323983501. Население по переписи 2001 года составляет 720 (340/380 м/ж) человек.
Является административным центром Новоивановского сельского совета, в который, кроме того, входят сёла
Мальцевское,
Нестелиевка и
Страстное.

## Географическое положение
Село Новая Ивановка находится у истоков пересыхающей реки Малая Терновка,
ниже по течению на расстоянии в 5 км расположено село Алексеевка.
На реке несколько запруд.
На расстоянии в 4 км находится город Лозовая.
Рядом проходит автомобильная дорога Т-2107.

## История
- 1889 — дата основания.

## Экономика
- Птице-товарная ферма.
- Лозовский агропромтехсервис, ООО.
- «СВ-АГРО», ООО.
- Коллективное сельскохозяйственное предприятие «ДРУЖБА».
- ООО «Лозовский спецстрой».
- ООО «Лозовская межхозяйственная специализированная передвижная механизированная колона № 5».

## Объекты социальной сферы
- Школа.

## Достопримечательности
- Братская могила советских воинов. Похоронено 256 воинов.